# Unión de Militantes Comunistas (Irán)
La Unión de Militantes Comunistas (en persa اتحاد مبارزان کمونیست, Ettehad-e-e Mobarezan Kommonist; abreviado امک) fue una organización marxista iraní fundada en 1978 por Mansoor Hekmat y Hamid Taqvaee. En 1983 participó en la fundación del Partido Comunista de Irán junto al Comité de Obreros Revolucionarios del Kurdistán Iraní (Komala).

## Historia
En 1978, Mansoor Hekmat y Hamid Taqvaee fundaron el Círculo marxista por la emancipación obrera, que tuvo su sede en Teherán.En noviembre de ese mismo año publicaron sus Tesis sobre la revolución iraní y el papel del proletariado, en las que caracterizan a Irán como un país capitalista dependiente dentro del sistema imperialista, en el que la mayoría de la población era asalariada. En estas condiciones, el Círculo marxista consideraba inviable la independencia nacional y la democracia para Irán dentro de un orden capitalista. La lucha por la república democrática recaería en el proletariado, que aseguraría así su hegemonía sobre otras clases amenazadas por el imperialismo (campesinado, pequeña burguesía). Las tesis de Hekmat y Taqvaee discrepan con los presupuestos de la extrema izquierda iraní, que consideraba al régimen de Mohamed Reza Pahlevi como semifeudal y semicolonial. Se rechazó el mito de la burguesía nacional progresista y la sumisión del movimiento obrero comunista al nacionalismo.
Tras el estallido de la Revolución iraní, en 1979, el Círculo marxista se amplió con rapidez y creó la Unión de Militantes Comunistas, de ideología marxista-leninista, que contó con una publicación propia llamada Al Socialismo (en persa Besooy-e-Sosyalism). Entre sus militantes se encontraban, además de Mansoor Hekmat y Hamid Taqvaee, Azar Majedi, Gholam Keshavarz -asesinado en Chipre  por los servicios secretos iraníes, en 1989-, Iraj Azarin -fundador de la Unidad Socialista de los Trabajadores- o Mehdi Mirshahzadeh -torturado y ejecutado en mayo de 1984-. La UMC se negó a apoyar a los islamistas liderados por el Ayatolá Jomeini, al considerarlo un movimiento contrarrevolucionario y de la burguesía nacional (de la clase de los bazari o comerciantes), a diferencia de otras fuerzas marxistas y de izquierdas como el Tudeh.
Durante la Guerra Irán-Irak de 1980, la Unión de Militantes Combatientes se negó a colaborar con las autoridades islámicas, defendiendo la independencia de la clase obrera a la hora de combatir contra las tropas iraquíes. Tras la guerra se inició una fuerte represión contra las organizaciones marxistas, incluyendo a la UMC, siendo varios de sus miembros ejecutados.
A partir del congreso de abril de 1981 se estrechó la colaboración con el grupo nacionalista kurdo Komala, de inspiración maoísta. En 1982 la organización se trasladó desde Teherán hasta el territorio controlado por Komala en el Kurdistán iraní. Finalmente, en 1983, se produjo la unión de ambas organizaciones, dando lugar al Partido Comunista de Irán.

## Apoyo en el extranjero
Las publicaciones de la UMC fueron publicadas en distintos idiomas, como el alemán, el francés y el inglés. Igualmente existió un grupo internacional estudiantil de apoyo a la Unión de Militantes Comunistas (en inglés Supporters of the Union of Communists Militants, abreviado SUCM) con presencia en Alemania, Estados Unidos, Francia, Reino Unido y Suecia, que entraron en contacto con organizaciones comunistas de izquierda. En 1983, militantes de la SUCM participaron en una conferencia internacional organizada por la Organización Comunista de los Trabajadores (Reino Unido) y Battaglia (Italia), durante las discusiones que precedieron a la creación del Buró Internacional por el Partido Revolucionario (hoy Tendencia Marxista Internacionalista).